# Detector a cintilação

Animação de um Contador a Cintilação

O detector a cintilação - também conhecido por cintilador - é um dos dispositivos de detecção de partículas mais frequentemente e amplamente utilizado em física nuclear e de partículas atualmente. Esse detector opera devido ao fato de que certos materiais, quando atingidos por uma partícula nuclear ou por radiação ionizante, emitem um pequeno raio de luz (fóton), ou seja, uma cintilação.
O cintilador é um dos mais antigos tipos de detector de radiação, a detecção era feitas através de um filme fotográfico. Imagens podiam ser recolhidas e medições de intensidade podiam ser feitas. As medidas eram feitas com o olho humano observando o brilho da freqüência de flashes no cintilador. O contador de cintilação, em seguida, passou por uma fase de estagnação tecnológica de 15 anos, enquanto o contador Geiger e os novos produtos eletrônicos dominaram a cena. O advento do tubo fotomultiplicador provocou o renascimento do contador de cintilação, e assim novos modelos de expressão e novos materiais foram desenvolvidos para substituir aqueles herdados do período clássico.

## História
Willian Crookes construiu o primeiro contador de cintilação em 1903. Ele utilizou uma tela sulfeto de zinco e um microscópio para fazer a observação visual dos flashes de luz quando a radiação ionizante, no caso partículas alfa, atingisse o material cintilador. Quando visto por um microscópio em uma sala escura, as cintilações poderiam ser distinguidas a olho nu, embora alguma prática fosse necessária. Era tedioso de usar,e, por isso, não se tornou muito popular, apesar de ter sido empregado por Geiger e Mardsen em seu famoso experimento de espalhamento de partículas alfa, orientados por Rutherford. Porém, com a invenção dos detectores de ionização de gás, o contador de cintilação caiu em desuso rapidamente.
Esta era a situação até 1939, mas durante os anos 1939-1945, durante a guerra, necessidades surgiram na área de instrumentação e essas necessidades estavam muitas vezes relacionadas a problemas no desempenho dos instrumentos até então utilizados. Por exemplo, a fragilidade e a sensibilidade à presença de campos magnéticos se tornou uma objeção ao uso da câmara de ionização o que limitava seu uso a certos tipos de investigação. Além disso, experiência e conhecimento considerável eram necessários por parte dos operadores dos equipamentos. Nesta situação, a primeira forma simples do contador a cintilação moderno foi introduzido por Curran e Baker em 1944. Basicamente, o contador foi montado a partir do antigo contador a cintilação e a ele foi adicionado um tubo fotomultiplicador capaz de gerar pulsos de corrente, um por cintilação, e isso poderia ser registrado por uma eletrônica apropriada.

## Partes e funcionamento
Um detector a cintilação é constituído geralmente por um material cintilador que está opticamente acoplado diretamente ou via uma guia de onda à uma fotomultiplicadora. Quando a radiação passa pelo cintilador, ela excita os átomos e as moléculas fazendo com que o material cintilador emita luz. Essa luz é transmitida à fotomultiplicadora onde esse sinal é convertido em uma fraca corrente de fotoelétrons que será posteriormente amplificada por um sistema multiplicador de elétrons. A corrente resultante é então analisada por um sistema eletrônico e dessa forma é possível obter uma variedade de informações a respeito da radiação incidente.

### Cintiladores

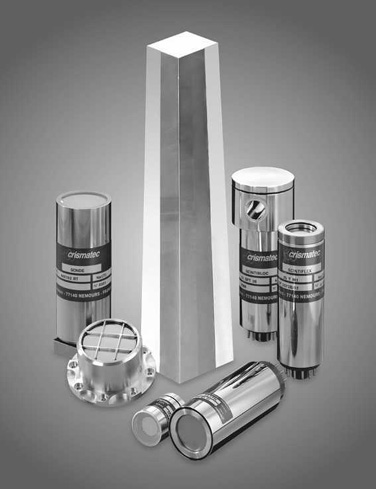
Cristal cintilador e em volta detectores a cintilação.

Um cintilador é uma substância sólida ou líquida na qual a energia da radiação incidente é transferida aos elétrons do material, sendo depois emitida na forma de radiação eletromagnética de frequência menor. No geral, existem quatro classes de cintiladores:
- Cristais inorgânicos: NaI, KI, CsI, LiI, usados na detecção de fótons gama;
- Cristais orgânicos: antraceno, usado na detecção de fótons gama;
- Plásticos: poliestireno, usado para detecção de alfa, beta, gama e nêutrons;
- Líquidos; soluções de substâncias como 2,5-difeniloxasol em tolueno, p-dioxano, etc, usados na detecção de partículas beta e fótons gama de baixa energia.

O mecanismo de cintilação nos sólidos inorgânicos é baseado na disposição das bandas de energia dos semicondutores. A banda de valência representa os elétrons essencialmente ligados aos sítios do cristal, enquanto a banda de condução representa aqueles que têm energia suficiente para migrar através do cristal. No cristal puro, níveis dos elétrons não são encontrados na banda proibida. 
Como resultado da interação da radiação incidente com o cristal, pode ocorrer a excitação de elétrons até a banda de condução, deixando lacunas na banda de valência, normalmente preenchida. No cristal puro, as alturas típicas das bandas proibidas são tais que os fótons resultantes do retorno do elétron para a banda de valência têm energia muito acima da região visível do espectro. Entretanto, a adição de pequenas quantidades controladas de impurezas ao cristal cira sítios na rede cristalina, cujos estados de energia situam-se na banda proibida. O elétron pode desexcitar-se através desses estados até a banda de valência. Como a diferença de energia é menor que a da banda proibida, essa transição pode resultar num fóton de comprimento de onda no visível ou no ultravioleta próximo, servindo para o processo de detecção.

### Fotomultiplicadora

Esquema de uma fotomultiplicadora acoplada a um cintilador.

No contador a cintilação, a fotomultiplicadora desempenha a função muito importante de converter os flashes de luz a partir da cintilação em pulsos de corrente. A fim de obter os melhores resultados com um tal contador, é desejável que a fotomultiplicadora funcione como um amplificador linear rápido de alto ganho e baixo ruído. O sucesso da aplicação do método de cintilação é devido, em grande parte, ao fato de que hoje em dia a fotomultiplicadora consegue cumprir os requisitos anteriores. Os elementos básicos de uma fotomultiplicadora é um fotocátodo, que serve para converter uma fração dos fótons incidentes em elétrons, e uma série de dínodos, que amplificam o pulso inicial de fotoelétrons por emissão secundária

## Informações obtidas
Ao se utilizar um detector a cintilação é possível obter diversas informações sobre a radiação incidente. As principais, que tornam esse tipo de detector utilizado até os dias de hoje são:

### Sensibilidade à energia
Acima de um certo mínimo de energia, a maioria dos cintiladores se comporta de maneira quase linear em relação à energia depositada, ou seja, a saída de luz do cintilador é diretamente proporcional à energia excitante. A fotomultiplicadora também é um dispositivo linear, logo, a amplitude do sinal elétrico final também será proporcional a esta energia. Isso faz com que o cintilador possa ser usado como um espectrômetro, embora não seja o instrumento ideal para esta finalidade.

### Tempo de resposta rápido
Detectores a cintilação são instrumentos rápidos no que diz ao seu tempo de resposta e de recuperação. Essa resposta rápida permite informações de tempo, ou seja, informações sobre a diferença de tempo entre dois eventos podem ser obtidos com uma boa precisão. Além disso, o rápido tempo de recuperação do dispositivo permite que o contador aceite altas taxas de contagens.

### Discriminação da forma do pulso
Alguns tipos de cintiladores são capazes de distinguir os diferentes tipos de partículas detectadas fazendo uma análise do formato do pulso de luz emitido durante a cintilação. Isso ocorre por causa dos diferentes tipos de mecanismos de fluorescência pelas partículas de diferentes potenciais de ionização. 